# Benedict Roezl
Benedikt Roezl ( 13 de agosto de 1823, Horoměřice u Prahy, Bohemia - 14 de octubre de 1885, Praga) (también Benedict o Don Benito Roezl) fue un explorador, jardinero y botánico checo. Probablemente sea el más famoso recolector de orquídeas de su época; visitó México, Cuba, Venezuela, Panamá, Perú, Colombia, EE. UU. y otros países. Tuvo un fuerte vínculo comercial con Henry F.C. Sander, proveyéndole de ingentes volúmenes de especímenes. A pesar de la pérdida de una mano, Roezl viajó por el mundo, descubriendo para el europeo, más de 800 especies de orquídeas, de las cuales cuarenta se nombraron en su honor.

## Estancia en México
Roezl es conocido como el defensor de la revolución e independencia mexicana. Fue nombrado el fundador y jefe militar del puerto de Sontecomapan en México por Benito Juárez y también el diseñador de los parques de la Ciudad de México nombrado personalmente por el presidente Lerdo de Tejada.

## Regreso a Praga
En 1875 Roezl regresó a Europa para continuar su vida en Bohemia. En Praga también fundó la revista botánica checa Flora, en 1880.

## Algunas publicaciones
- Catalogue des graines de conifères mexicains. 1857

- My last trip to the western coast of Mexico, 1880 traducido al checo, in Flora como "Poslední má cesta na západní pobřeží mexické"

- Rostliny mnou v severní a jižní Americe objevené, in Flora. 1880er Jahre. en checo

## Honores

### Eponimia
Entre las orquídeas nombradas en su honor están:
Género
- (Orchidaceae) Roezliella Schltr.[2]
- (Melastomataceae) Roezlia Regel[3]

Especies
- Miltoniopsis roezlii
- Pescatorea roezlii
- Selenipedium roezlii
- Sobralia roezlii
- Bletia roezlii

Otras especies nominadas en su honor
- Zamia roezlii - una Cycadopsida de la familia Zamiaceae
- Ribes roezlii - grosella de la Sierra
- La abreviatura «Roezl» se emplea para indicar a Benedict Roezl como autoridad en la descripción y clasificación científica de los vegetales.[4]